# Ignaz Reiser (Architekt)
Ignaz Nathan Reiser (* 24. Jänner 1863 in Magyarbél, Österreich-Ungarn; † 14. Jänner 1940 in Wien) war ein österreichischer Architekt.

## Leben
Ignaz Reiser wurde 1863 als Sohn des jüdischen Großweinhändlers Moritz Reiser und dessen Frau Theresia Reiser, geb. Weissmann, in der Gemeinde Magyarbél im damals ungarischen Teil der k.u.k. Monarchie Österreich-Ungarn (heute Slowakei) geboren. Er wuchs in Pressburg und Wien auf. Nach dem Besuch des Realgymnasiums studierte er von 1883 bis 1892 an der Technischen Hochschule Wien (u. a. bei Karl König) sowie in Budapest (Abschluss unbekannt).
Von 1892 bis 1896 arbeitete er als Praktikant bei Baurat Wilhelm Stiassny. Danach war er als selbständiger  Architekt in Wien tätig und arbeitete an Wohn- und Geschäftshäusern sowie an Gemeindebauten für die Israelitische Kultusgemeinde Wien. Er absolvierte 1937 die Prüfung zum Zivilarchitekten und war von 1937 bis 1940 Mitglied der Ingenieurkammer für Wien, Niederösterreich und Burgenland. Das Atelier befand sich in der Vereinsgasse 16 im 2. Wiener Gemeindebezirk (Leopoldstadt).
Er war seit 1896 mit der Fleischhauerstochter Rosalie Lustig, geb. 1868, verheiratet. Mit ihr hatte er zwei Söhnen, Otto geb. 1898 und Robert geb. 1890, und eine Tochter, Margit geb. 1901. Aufgrund einer Krebserkrankung verstarb er 1940 im Rothschild-Spital in Wien. Seine Frau überlebte ihn zunächst, wurde dann aber 1942 in das KZ Theresienstadt deportiert und noch im selben Jahr im Vernichtungslager Maly Trostinez ermordet. Seine Kinder flüchteten in die USA.

## Werke (Auswahl)

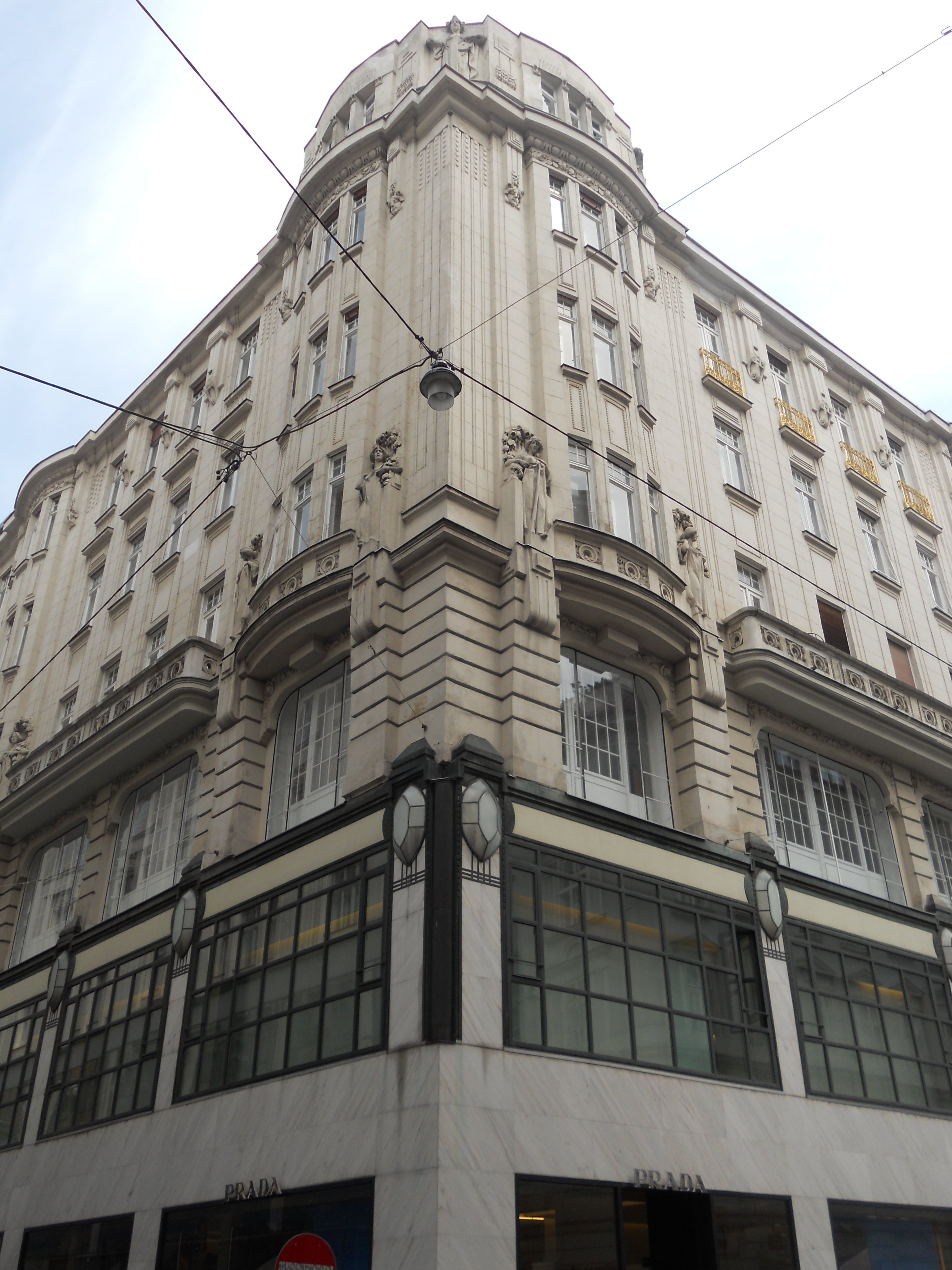
Wohn- und Geschäftshaus in der Liliengasse 3, Innere Stadt, Wien

Reiser wurde durch den Späthistorismus geprägt. Seine jüngsten Bauten waren im neubarocken Stil gehalten, später orientierte er sich am Funktionalismus. Viele von seinen Bauten wurden in der Zeit des Nationalsozialismus abgerissen oder zerstört. Die Erinnerung an seine Bedeutung am Anfang des 20. Jahrhunderts wurde durch das NS-Regime fast ausgelöscht.
- 1911–1912: Kai-Palast im 1. Wiener Gemeindebezirk (abgerissen)
- 1912–1914: Synagoge in Mödling (zerstört)
- 1913: Lilienfelder-Hof im 1. Gemeindebezirk (alt: Weihburggasse 9 / neu: Liliengasse 3)
- 1913: Pazmanitentempel im 2. Wiener Gemeindebezirk (zerstört)
- 1926: Winterbetsaal der Ottakringer Synagoge im 16. Wiener Gemeindebezirk (zerstört)
- 1926–1928: Zeremonienhalle und Verwaltungsgebäude der Israelitischen Abteilung des Wiener Zentralfriedhofs[2]
- 1930: Umbau des Storchentempels im 15. Wiener Gemeindebezirk